# Liste der Biografien/Franq
Liste der Biografien |
Portal Biografien |
Personensuche
# |
A |
B |
C |
D |
E |
F |
G |
H |
I |
J |
K |
L |
M |
N |
O |
P |
Q |
R |
S |
T |
U |
V |
W |
X |
Y |
Z |
?
 
Fa |
Fe |
Ff |
Fh |
Fi |
Fj |
Fk |
Fl |
Fm |
Fn |
Fo |
Fr |
Ft |
Fu |
Fy
 
Fra |
Frc |
Fre |
Frg |
Fri |
Frk |
Frl |
Fro |
Fru |
Fry
 
Fraa |
Frab |
Frac |
Frad |
Frae |
Fraf |
Frag |
Frah |
Frai |
Fraj |
Frak |
Fral |
Fram |
Fran |
Frao |
Frap |
Fraq |
Frar |
Fras |
Frat |
Frau |
Frav |
Fraw |
Fray |
Fraz
 
Frana |
Franc |
Frand |
Frane |
Frang |
Frani |
Franj |
Frank |
Frann |
Frano |
Franq |
Frans |
Frant |
Franu |
Franx |
Franz
Die Liste der Biografien führt alle Personen auf, die in der deutschsprachigen Wikipedia einen Artikel haben. Dieses ist eine Teilliste mit 12 Einträgen von Personen, deren Namen mit den Buchstaben „Franq“ beginnt.

## Franq

### Franqu
- Franqué, Adriana von (* 1993), deutsche Pianistin
- Franqué, Johann Baptist von (1796–1865), deutscher Mediziner und Referent in Medizinalangelegenheiten bei der Herzoglich Nassauischen Landesregierung in Wiesbaden
- Franqué, Otto von (1867–1937), deutscher Gynäkologe und Geburtshelfer
- Franquelin, Jean-Augustin (1798–1839), französischer Kunstmaler
- Franquemont, Friedrich von (1770–1842), württembergischer General der Infanterie und Kriegsminister
- Franquès, René (1910–1956), französischer Fußballspieler
- Franquet, Arthur von (1854–1931), deutscher Unternehmer, Kunstsammler und -mäzen in Braunschweig
- Franquet, Carl Friedrich (1783–1851), deutscher Kaufmann, Unternehmer und Offizier in Braunschweig
- Franqueville d’Abancourt, Charles-Xavier (1758–1792), französischer Kriegsminister (1792)
- Franqueville, Pierre (* 1548), französischer Bildhauer
- Franqui, Carlos (1921–2010), kubanischer Poet, Schriftsteller, Journalist und Kunstkritiker
- Franquin, André (1924–1997), belgischer ComiczeichnerAndré Franquin (1924–1997)

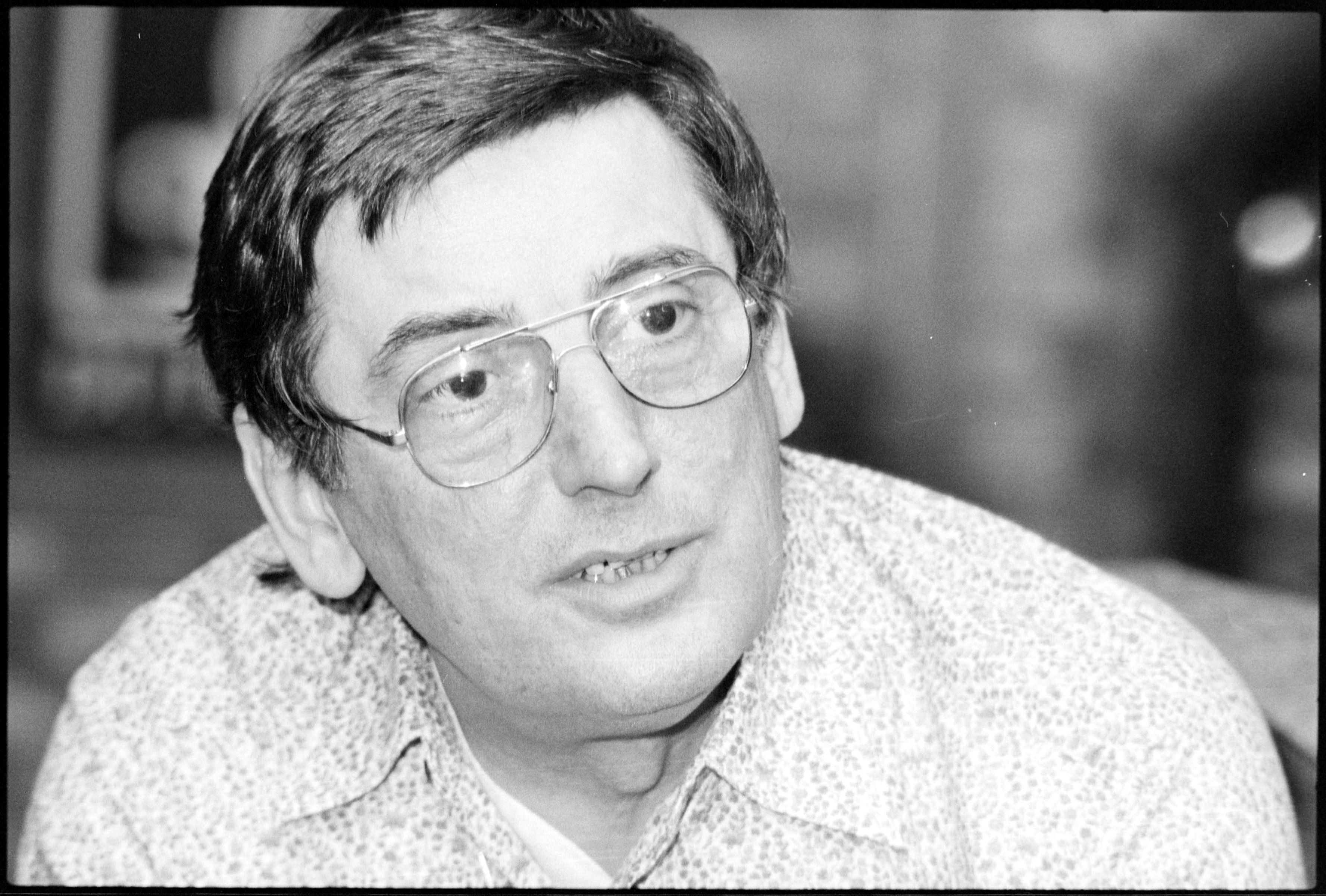
André Franquin (1924–1997)